# Coptic
Le Coptic est un paquebot-mixte de la White Star Line mis en service en 1881. Jumeau de l'Arabic, il est construit par les chantiers Harland & Wolff pour être affrété sur la ligne du Pacifique par l'Occidental and Oriental Steamship Company (O&O); il effectue cependant sa traversée inaugurale sur la ligne de l'Atlantique Nord avant de partir pour celle de Hong Kong à San Francisco en 1882.
Dès 1883, la ligne est encombrée et le Coptic, devenu inutile, est brièvement affrété par une compagnie néo-zélandaise attendant ses propres navires. L'année suivante, il est refondu pour s'adapter à des voyages de longue durée, puis est affecté à un service conjoint géré par la White Star Line et la Shaw, Savill & Albion Line entre Liverpool et la Nouvelle-Zélande. Il le poursuit jusqu'en 1894, date à laquelle il subit une refonte améliorant sa propulsion. Le Coptic est alors renvoyé sur la ligne du Pacifique pour le compte de l'O&O, et y reste jusqu'en 1906.
En décembre de cette année, le navire est vendu à la Pacific Mail Steamship Company, rivale de l'O&O, et devient le Persia, tout en restant sur la même ligne, jusqu'en 1915. Il est racheté par une compagnie japonaise, la Toyo Kisen Kabuiski Kaisha, qui le renomme Persia Maru et continue à l'utiliser sur le Pacifique, puis entre le Japon et les Indes orientales néerlandaises. Retiré du service en 1924, il est démoli en 1926.

## Histoire

### Construction et bref service sur le Pacifique
En 1874, les fondateurs de l'Occidental and Oriental Steamship Company, nouvelle compagnie maritime cherchant à s'imposer sur l'océan Pacifique, contactent le président de la White Star Line, Thomas Henry Ismay, pour lui demander de l'aide dans leur entreprise. Cette aide se concrétise l'année suivante lorsqu'Ismay prête trois navires à l'O&O, l'Oceanic, le Gaelic et le Belgic. La combinaison se révèle efficace, poussant Ismay à passer commande pour de nouveaux navires destinés à cet affrètement, l'Asiatic et le Coptic.
Le premier navire, renommé Arabic durant sa construction, est lancé en avril 1881 et mis en service en septembre. Construit comme son sister-ship dans les chantiers Harland & Wolff de Belfast, le Coptic est pour sa part lancé le 10 août 1881, et livré le 9 novembre suivant. Tout comme l'Arabic, le Coptic, bien que destiné à la ligne du Pacifique, effectue son voyage inaugural entre Liverpool et New York, le 16 novembre 1881. Il effectue ensuite une autre rotation sur le même itinéraire avant la fin de l'année. Le 26 novembre, lors d'un voyage de retour, le navire affronte un ouragan qui emporte par-dessus bord deux de ses marins.
Le 11 mars 1882, un peu plus d'un mois après son jumeau, le Coptic quitte Liverpool pour Hong Kong via le canal de Suez afin d'assurer son service pour l'O&O. Dès 1883, cependant, la compagnie dispose de trop de navires sur cette ligne, ce qui rend le Coptic inutile. Il est alors affrété par la New Zealand Shipping Co. qui attend d'avoir ses premiers navires. Il est assisté dans cette tâche par deux nouveaux paquebots-mixtes de la White Star, l'Ionic et le Doric.

### En service conjoint pour la Nouvelle-Zélande

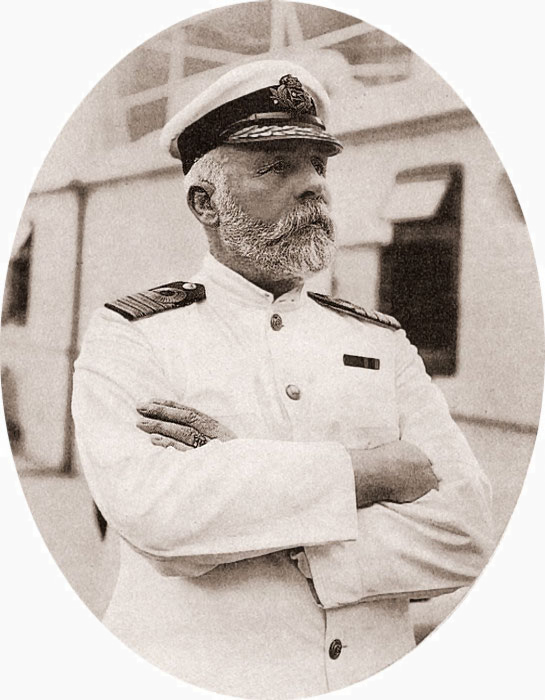
Edward Smith devient commandant du Coptic en 1889.

À cette époque, le président de la White Star Line, Thomas Henry Ismay, espère poursuivre l'expansion des activités de sa compagnie afin de donner un rôle à ses nouveaux navires. À la même époque, la Shaw & Savill Company et l'Albion Line livrent une concurrence acharnée à la New Zealand Shipping Co. sur la route entre l'Angleterre et la Nouvelle-Zélande, et décident de s'unir contre leur rivale, en formant la Shaw, Savill & Albion Line, fin 1882. Désireuse d'abandonner les voiliers au profit de navires à vapeur, la compagnie veut l'aide d'une entreprise d'expérience, et sollicite la White Star, débouchant sur un projet de service conjoint entre les deux compagnies sur cette ligne.
Cinq navires sont affectés à ce nouveau service : la Shaw, Savill & Albion fournit l'Arawa et le Tainui, tandis que la White Star apporte le Coptic, l'Ionic et le Doric. Afin de se préparer à cette nouvelle fonction, le Coptic est équipé d'un espace isolé et d'une installation frigorifique afin de transporter de la viande. La route des navires est ensuite définie, avec un départ de Londres, et un aller passant par Plymouth, Tenerife, Le Cap, la Tasmanie, avant d'arriver en Nouvelle-Zélande, et un retour par le cap Horn, Montevideo, Rio de Janeiro et à nouveau Tenerife, ce qui permet aux navires de toucher plusieurs clientèles. Des accords sont également passés avec la New Zealand Shipping Co. afin de réguler la concurrence.
Le Coptic est le premier navire de la White Star à inaugurer ce service, en quittant Londres le 26 mai 1884. Ses premières années sont sans histoires : en 1887, cependant, son capitaine, Bence, meurt à bord durant une traversée. Deux ans plus tard, le Coptic est commandé par Edward Smith, futur capitaine du Titanic. C'est sous son commandement, en décembre 1890, que le navire s'échoue en quittant Rio. Quelques réparations sont nécessaires avant qu'il ne reparte. En 1894, les flux de passagers à destination de Nouvelle-Zélande s'amenuisant, le Coptic est retiré de cette ligne. De nouveaux navires, le Gothic et le Delphic, entrent en effet en service à cette période.

### Fin de carrière sur le Pacifique

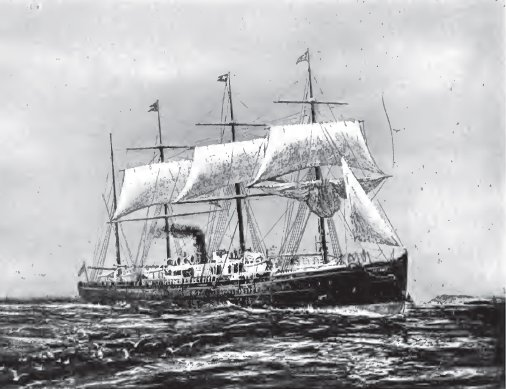
Le Coptic est envoyé sur la ligne du Pacifique en 1895 pour remplacer l'Oceanic, envoyé à la casse.

Déjà âgé de douze ans, le Coptic subit une refonte aux chantiers Harland & Wolff. Celle-ci consiste notamment à remplacer ses machines par des machines alternatives à triple expansion, plus modernes et économiques, mais aussi à moderniser ses intérieurs et à agrandir sa cheminée. À la même époque, l'Occidental and Oriental Steamship Company envoie en Angleterre l'un des navires qu'elle affrète depuis 1875, l'Oceanic, pour des travaux de maintenance. Le navire, jugé trop ancien, est finalement envoyé à la casse. Le Coptic est donc renvoyé sur la ligne du Pacifique pour le remplacer. Ce service entre San Francisco et Hong Kong via Yokohama n'est troublé que par une collision en septembre 1897 avec le Minatogawa Maru qui endommage ses tôles. Il poursuit ses traversées pour le compte de l'O&O jusqu'à un dernier départ de San Francisco, le 30 octobre 1906 : il s'agit de la dernière traversée d'un navire pour le compte de l'O&O.
Le Coptic et le Doric, derniers navires de la White Star affrétés par l'Occidental and Oriental Steamship Company, sont alors vendus à la rivale de celle-ci, la Pacific Mail Steamship Company, en décembre 1906. Ils sont respectivement renommés Persia et Asia. Bien que la Pacific Mail soit une compagnie américaine, les navires sont immatriculés en Angleterre et arborent le pavillon britannique : la loi interdit en effet à l'époque aux navires construits hors des États-Unis de porter le pavillon américain. Les suites de la carrière du Persia sont peu connues : il reste affecté à la ligne du Pacifique, et retourne chez Harland & Wolff en 1911 pour une nouvelle refonte. En 1915, le navire est vendu à la compagnie japonaise Toyo Kisen Kabuiski Kaisha. Sa cheminée, peinte en noir du temps de la Pacific Mail, retrouve les couleurs de la White Star (ocre brun et manchette noire), et le navire (renommé Persia Maru) reste sur la même ligne.
En 1922, après la Première Guerre mondiale, il est affecté à une ligne entre le Japon et les Indes orientales néerlandaises. En décembre 1924, il est mis au repos à Yokohama, ses éléments décoratifs et son mobilier étant vendus aux enchères. Il est ensuite démoli à Osaka en 1926, après une carrière de 44 ans.

## Caractéristiques

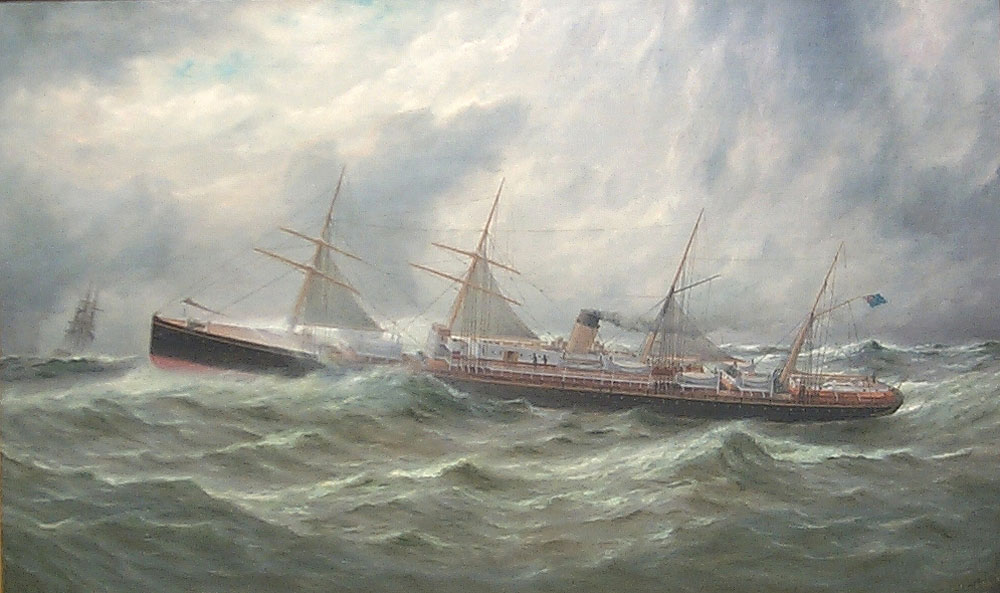
Les formes du Coptic sont inspirées de celles de l'Adriatic de 1872.

Comme son jumeau, l'Arabic, le Coptic affiche des dimensions proches de celles de l'Adriatic et du Celtic, dont il reprend la forme effilée et le profil, avec une cheminée et quatre mâts pourvus de voiles (les voiles des trois mâts arrière sont retirées au cours de la carrière du navire). Le navire est propulsé à la vapeur par deux machines alternatives compound alimentant une hélice, pouvant faire atteindre au navire une vitesse moyenne théorique de 14 nœuds. Dans la pratique, cependant, sa vitesse moyenne se rapproche plutôt de 13 nœuds. En 1894, ses machines sont remplacées par une machine à triple expansion, plus économique.
Le Coptic est un navire capable de transporter 900 passagers d'entrepont et 75 de première classe. Il peut également transporter, à la place des émigrants, des marchandises ou du bétail selon les besoins de la compagnie. Ses installations sont connues grâce à une brochure présentant l'Arabic peu avant sa mise en service, et indiquant que le Coptic lui est en tout point similaire. Les passagers d'entrepont sont séparés, hommes à l'avant, femmes à l'arrière et familles au milieu, et disposent également d'un salon et d'espaces de promenade. La première classe propose des cabines plus somptueusement décorés, une salle à manger, d'un salon pour dames, d'un fumoir, et de quatre salles de bains.
Le navire est intégralement éclairé à l'électricité, et des dispositifs sont prévus pour maîtriser les incendies. Sa coque est divisée en huit compartiments étanches afin de lui permettre de résister aux collisions. Deux radeaux de sauvetage prêts à l'emploi et huit canots de sauvetage sont prévus pour évacuer les passagers. Contrairement à son jumeau, le navire est équipé dès 1884 d'une cale réfrigérée pour le transport de la viande, en vue de son service néo-zélandais.